# Jurij Jakowenko
Jurij Pawłowycz Jakowenko, ukr. Юрій Павлович Яковенко (ur. 3 września 1993 w Montbéliard, Francja) – ukraiński piłkarz, grający na pozycji napastnika.

## Kariera piłkarska

### Kariera klubowa
Wychowanek klubów Arsenał Kijów i Atłet Kijów, w barwach których występował w juniorskich mistrzostwach Ukrainy (DJuFL). W 2010 roku rozpoczął karierę piłkarską w klubie Obołoń Kijów, w składzie którego 31 października 2011 roku w wieku 18 lat debiutował w Premier-lidze. Na początku 2013 przeszedł do Dnipra Dniepropetrowsk, ale nie przebił się do podstawowego składu. 24 września 2013 został zaproszony do francuskiego AC Ajaccio. 23 lipca 2014 przeszedł do cypryjskiego Anorthosisu Famagusta. Klub jednak nie zawsze dotrzymywał warunków kontraktu, z powodu czego piłkarz nie przedłużył kontraktu i latem 2015 opuścił Anorthosis. Potem przez dwa lata z powodu częstych kontuzji nie mógł znaleźć klubu, dopiero 2 sierpnia 2017 podpisał kontrakt z duńskim Esbjerg fB.

### Kariera reprezentacyjna
Występował w juniorskich reprezentacjach Ukrainy U-17 oraz U-19. Od 2012 do 2013 bronił barw młodzieżowej reprezentacji Ukrainy.